# Meidlinger L
Das Meidlinger L (Hörprobeⓘ) ist ein charakteristisch ausgesprochener, lateraler apikal-dentaler Konsonant, der vor allem der Arbeiterschicht des zwölften Wiener Gemeindebezirks Meidling zugeschrieben wird.

## Herkunft
Weit verbreitet ist die Ansicht, dass das Meidlinger L mit den seit der ersten Hälfte des 19. Jahrhunderts verstärkt aus Böhmen und Mähren zuwandernden tschechischen Dienstboten/Dienstmädchen, Handwerkern und Arbeitern für die Ziegelproduktion (sogenannte „Ziegelbehm“) nach Wien gekommen sei. Die tschechischen Zuwanderer siedelten sich bevorzugt in Favoriten (10. Wiener Gemeindebezirk) an (vor allem, da dort die Wienerberger Ziegelfabrik ansässig war). Warum man nicht von einem „Favoritner L“, sondern von einem „Meidlinger L“ spricht, kann damit zu tun haben, dass sich Meidling ebenso wie sein Nachbarbezirk Favoriten zu einem typischen Arbeiterbezirk (mit entsprechendem Anteil an tschechischstämmigen Einwohnern) entwickelte und dass sich der Ausdruck „Meidlinger L“ gut als homologer Terminus eignet – im Wort Meidling kann man bei dessen Aussprache ein Meidlinger L unterbringen, im Wort Favoriten mangels Lateral nicht. Doch die tschechische Herkunft dieses „Meidlinger L“ ist aus mehreren Gründen unwahrscheinlich, denn dieses Wiener „Vorstadt-L“ (so die wissenschaftliche Bezeichnung, etwa [ɫ]) ist dadurch entstanden, dass L im Silben- und Wortauslaut im Zuge der mittelbairischen L-Vokalisierung zunächst geschwunden war und erst nachträglich unter hochsprachlichem Einfluss restituiert wurde, eben als [ɫ] (als ein postdentales L, wie es allgemein in den östlichen mittelbairischen Mundarten im Anlaut gesprochen wird), z. B. weil oder Geld basilektal [vɶː] bzw. [gœːd], umgangssprachlich [væːɫ] bzw. [gεɫt]. Das tschechische L ist dem standarddeutschen L ähnlich (aus slawistischer Sicht ein „mittleres L“). Nach E. Kranzmayer ist dieses Wiener ɫ „postdental in bestimmten Gesellschaftsschichten“.

## Lautliche Aspekte
Phonetisch gesehen ist ein [l] ein Lateral (Seitenlaut), d. h. bei der Artikulation strömt die Luft auf ihrem Weg aus dem Mund an den Seiten der Zunge, deren Spitze (Apex linguae) an den Zahndamm (Alveolarfortsatz) gepresst wird, vorbei. Das Meidlinger L hingegen ist ein monolateraler (auch: unilateraler) Laut, d. h. die Luft strömt nur an einer Zungenseite vorbei. Das typische Lautbild wird noch verstärkt, wenn die Zungenspitze nicht an den Alveolarfortsatz, sondern an die obere Zahnreihe gepresst wird (apikal-dental).
Phonologisch gesehen ist das Meidlinger L ein Allophon (eine fakultative Variante) des Phonems /l/, d. h. sein spezielles Merkmal „monolateral“ ist nicht bedeutungsunterscheidend (distinktiv).
Im Lautschriftsystem der IPA ist kein Zeichen für das Merkmal "monolateral" vorgesehen. Das zeigt einerseits auf, dass dieses Merkmal in keiner erforschten Sprache distinktiv ist, andererseits bedeutet das, dass man sich, wenn man das Meidlinger L verschriften will, mit eigens kreierten Diakritika behelfen muss.
Entgegen einer häufig geäußerten Ansicht ist das Meidlinger L nicht mit der Lautfolge [dl] (wie bei der Aussprache des Eigennamens Meinl als [maɪndl] oder [maɛndl]) gleichzusetzen. (Beim hierbei eingeschobenen [d] handelt es sich um einen Stützverschluss: Das [d] hat mit dem [n] und dem [l] die gleiche Artikulationsstelle (die Alveolen) und die Stimmhaftigkeit gemein; bei der Auflösung des Nasals [n] hin zum [l] schiebt sich der Plosiv [d] ausspracheerleichternd dazwischen.)
2024 untersucht Sprachwissenschaftlerin Eva Reinisch von der Österreichischen Akademie der Wissenschaften (ÖAW) in einem zwölfmonatigen Projekt mit ihrem Forschungsteam, bestehend aus Jan Luttenberger, Yaqian Huang und Stefan Dzever, am Institut für Schallforschung der ÖAW, wie das typische „Meidlinger L“ tatsächlich klingt.

## Soziolinguistische Aspekte
Das Meidlinger L gilt in Wien als ein Schibboleth, das den Sprecher als Zugehörigen der Arbeiterklasse, schlimmstenfalls als Proleten ausweist.

## Trivia
Dass, dem Mythos zum Trotz, nicht nur Meidlinger das Meidlinger L beherrschen, beweist der Nicht-Meidlinger, aber Ur-Wiener Hans Krankl, der ehemalige österreichische Spitzenfußballer und Sänger. Auch der in Wien-Dornbach aufgewachsene österreichische Ex-Bundeskanzler Franz Vranitzky ist für sein „dickes L“ bekannt. Der Wiener Musiker Roland Neuwirth ist in Wien-Floridsdorf aufgewachsen und kennt das monolaterale L vor allem aus seinem Heimatbezirk.
Das Meidlinger L kam in Karl Kraus’ Letzten Tagen der Menschheit zu literarischen Ehren. Im III. Akt, 11. Szene, folgt auf der „Vereinssitzung der Cherusker in Krems“ auf die Wortmeldungen der Sprecher jeweils der Ausruf „Heil!“, der nach der Regieanweisung „wie ‚Hedl!‘“ klingt.
Die Junge Generation der SPÖ Meidling schlug 2015 vor, den Laut in das UNESCO-Verzeichnis des immateriellen Kulturerbes aufzunehmen.